# Jakob Weitz
Jakob Weitz, auch Jacob Weitz (* 15. Dezember 1888 in Neuss; † 15. April 1971 in Düsseldorf), war ein niederrheinischer Maler, der vor allem durch seine Landschaftsbilder bekannt wurde.
Der gebürtige Neusser studierte unter anderem bei Peter Behrens, Josef Bruckmüller und Ludwig Heupel-Siegen an der Düsseldorfer Kunstgewerbeschule und im Anschluss in Florenz. Als Student unternahm er Reisen nach Belgien, Paris, Italien sowie in die Schweiz. Nach der Beendigung seines Studiums nahm er, als Mitglied im Düsseldorfer Künstlerverein Malkasten, an dessen jährlichen Ausstellungen sowie an den Winterausstellungen des Landes Nordrhein-Westfalen teil. Des Weiteren war er an Ausstellungen in Paris, Rom, Florenz, Viareggio, Capri und Monte-Cattini beteiligt. Seine Bildmotive waren vorwiegend südlich geprägte Landschaftssujets und niederrheinische Motive. Der Maler starb 82-jährig in Düsseldorf.
Sein Sohn ist der 1918 geborene Kunstmaler Helmut Weitz.
In seiner Geburtsstadt Neuss ist eine Straße sowie ein Besprechungssaal im Rathaus nach ihm benannt.